# 格子花紋
《格子花紋》（日語：ギンガムチェック）是日本女子偶像團體AKB48的第27张单曲作品。本單曲的演唱成員是依照第四次單曲選拔總選舉的票選結果決定，于2012年8月29日由You, Be Cool!/國王唱片发售。

## 簡介
參與A面曲《格子花紋》演唱的，是在單曲唱片发售前舉行的「AKB48第27张单曲选拔总选举」中得票前十六名的成员，其中站在中央（center）位置上的是在总选举中获得第一名的大岛优子。這也是在過去擔當大部分AKB48單曲中央位置的前田敦子宣布即將畢業離團之後，由大島優子接棒的第一個作品。

### 背景与发售
本單曲作品的製作，最早是在AKB48於2012年3月25日举行的“业务连络。拜托了，片山部长！in埼玉超级竞技场”演唱会中披露，宣布為了選拔第27張單曲的參與成員，將舉辦第四届总选举。这场总选举是由歌迷以投票形式决定AKB48第27张单曲参与成员的选举活动，而成員名單也在2012年6月6日的开票仪式的现场公開後獲得確認。
除了成員名單外，在开票仪式的现场还宣布了这张单曲将于8月29日发售。至於單曲唱片的標題「格子花紋」，則是在7月14日時，於東京電視台年度音樂節目《音樂日》（音楽の日）中第一次公開，AKB48也在節目中首度穿著與單曲名稱相應的格子花紋打歌服裝演唱新歌。

### 音樂影片
《格子花紋》的MV由曾獲得葛萊美獎、在好萊塢走紅的韓裔美籍導演約瑟夫·坎恩（Joseph Kahn）執導，是AKB48的作品中首度採用外籍導演的紀錄。影片內容綜合了動作、恐怖，與特攝電影和暴走族的元素，像電影預告一樣把四種截然不同的風格拼湊起來。
在MV中，以大島優子為首、在「AKB48第27張單曲選拔總選舉」中獲得單數名次的選拔成員組成以黑色為衣著主色調的機車暴走族「Motorgirls」，與由渡邊麻友領軍、雙數名次的成員所組成，以紅色為衣著主調、駕駛汽車的「Car Devils」，以音樂劇的形式進行對抗場面。除此之外還有許多知名藝人在MV中客串演出，包括中尾彬飾演的警察署長、石黑英雄飾演與大島優子搭檔的警探，武田航平飾演與柏木由紀譜出戀情、1960年代打扮的西裝男，櫻田通則飾演與渡邊麻友一起在校園中躲避女鬼追逐的高中生，其中，石黑、武田和櫻田等人在過去均有演出特攝片的經驗。在新專輯推出前就已在2012年8月27日從AKB48畢業的前田敦子，也在MV中客串前任王牌警官一角，她在片中對著中尾彬所飾演的上司提辭呈並且丟下一句「下一屆的王牌請自己去找」就離開，是以前田自己從AKB48畢業、將下一任王牌的頭銜讓給大島優子的話題作為幽默對象。MV中的特攝主題片段是由圓谷製作公司協力，而在街上搗亂、最後終於被打倒的怪獸則是中登場的火焰哥路沙（ファイヤーゴルザ）。影片拍攝場地包括木津更市政府大樓與埼玉縣中川水循環中心。
除了由約瑟夫·坎恩所執導的MV版本外，在2012年10月31日所發售的第28張單曲《UZA》中，則是收錄了由高橋榮樹負責導演、以校園故事為背景，劇情真正與歌名「格子花紋」相關的16分鐘加長劇情版之《格子花紋》MV。

## 選拔成员
列表內的所属團體資訊以單曲唱片发售时间点為準。根據AKB48第27张单曲选拔总选举的票選結果，除了被稱為「選拔成員」、負責主要單曲演唱的前16名成員外，入圍前64名的成員分別組成「Under Girls」（第17至32名）、「Next Girls」（第33至48名）與「Future Girls」（第49至64名），演唱B面曲。除此之外，所有曾參與總選舉但是沒有入圍前64名的171名成員，共同組成「Waiting Girls」（ウェイティングガールズ）演唱劇場版中收錄的B面曲（那一天的風鈴），使得本次的單曲唱片成為有史以來首度由AKB48與所有日本國內姐妹團體全員參與製作的作品。
在唱片正式發售前就已經正式畢業離團的前田敦子並沒有參與總選舉，但仍然與部分的核心成員合作演唱了自己的畢業曲《夢之河》，收錄於Type-A與劇場版之中。
括弧内註記的是各成員在第27张单曲选拔总选举票選結果中獲得的顺位。

### 格子花紋
（中央位置：大岛优子）
- Team A：小嶋阳菜（第7名）、篠田麻里子（第5名）、高桥南（第6名）
- Team K：板野友美（第8名）、梅田彩佳（第16名）、大岛优子（第1名）、峯岸南（第14名）、宫泽佐江（第11名）、横山由依（第15名）
- Team B：河西智美（第12名）、柏木由纪（第3名）、北原里英（第13名）、渡邊麻友（第2名）
- SKE48 Team S / AKB48 Team K：松井珠理奈（第9名）
- SKE48 Team S：松井玲奈（第10名）
- HKT48 Team H：指原莉乃（第4名）

本作是梅田彩佳自《崇尚麻里子》以来，間隔约8个月之后首度重返選拔成員名單。

### 夢之河
（中央位置：前田敦子）
- Team A：前田敦子、小嶋阳菜、篠田麻里子、高桥南
- Team K：板野友美、大岛优子、峯岸南
- Team B：柏木由纪、渡邊麻友
- SKE48 Team S / AKB48 Team K：松井珠理奈

### 如此波西米亞
以「Under Girls」名義演唱
（中央位置：高城亚树）
- Team A：仓持明日香（第22名）、高城亚树（第17名）
- Team K：秋元才加（第20名）
- Team B：佐藤亚美菜（第21名）、増田有华（第26名）
- Team 4：岛崎遥香（第23名）
- SKE48 Team S：大矢真那（第27名）、木崎由里亞（木﨑ゆりあ，第31名）、须田亚香里（第29名）、矢神久美（第28名）
- SKE48 Team KII：小木曾汐莉（第32名）、高柳明音（第24名）、秦佐和子（第25名）、古川爱李（第30名）
- NMB48 Team N / AKB48 Team B：渡邊美優紀（第19名）
- NMB48 Team N：山本彩（第18名）

以上成员中，SKE48的小木曾與古川是首次参加AKB48单曲製作的成員。

### DoReMiFa音痴
以「Next Girls」名義演唱
（中央位置：岩佐美咲）
- Team A：岩佐美咲（第33名）、片山陽加（第48名）、仲川遥香（第44名）、中田千智（第37名）、仲谷明香（第36名）、前田亞美（第42名）
- Team K：藤江丽奈（第40名）
- Team B：小林香菜（第41名）、宮崎美穂（第38名）
- Team 4：田野优花（第45名）、永尾玛利亚（第39名）
- SKE48 Team KII：向田茉夏（第35名）
- SKE48 研究生：松村香織（第34名）
- NMB48 Team N：福本爱菜（第43名）、山田菜菜（第46名）
- HKT48 Team H：宮脇咲良（第47名）

以上成员中，NMB48的福本與HKT48的宮脇是首次参加AKB48单曲製作的成員。

### Show fight!
以「Future Girls」名義演唱
（中央位置：武藤十夢）
- Team A：多田爱佳（第52名）、大家志津香（第59名）
- Team K：菊地彩香（第51名）、仁藤萌乃（第55名）、松井咲子（第53名）
- Team B：石田晴香（第50名）、小森美果（第64名）、佐藤堇（第61名）
- Team 4：市川美织（第58名）、大场美奈（第57名）、山内铃兰（第54名）
- AKB48研究生：武藤十梦（第49名）
- SKE48 Team S：中西优香（第63名）
- SKE48 Team KII：矢方美纪（第62名）
- SKE48 Team E：木本花音（第56名）
- NMB48 Team N：小笠原茉由（第60名）

以上成员中，SKE48的中西優与矢方，以及NMB48的小笠原，是首次参加AKB48單曲製作的成員。

### 那一天的風鈴
以「Waiting Girls」名義演唱
- Team A：松原夏海
- Team K：内田真由美、田名部生來、中塚智实、野中美乡
- Team B：佐藤夏希、铃木紫帆里、鈴木瑪莉亞、近野莉菜
- Team 4：阿部玛利亚、入山杏奈、岩田華怜、加藤玲奈、川荣李奈、岛田晴香、高桥朱里、竹内美宥、仲俣汐里、中村麻里子
- Team 未定：伊豆田莉奈、小嶋菜月、小林茉里奈、名取稚菜、藤田奈那、森川彩香
- AKB48研究生：相笠萌、雨宮舞夏[注 3]、岩立沙穗、梅田綾乃、大島涼花、大森美優、岡田彩花、北汐莉[注 3]、北澤早紀、薩伊德橫田繪玲奈、佐佐木優佳里、篠崎彩奈、高島祐利奈、長谷川晴奈[注 3]、平田梨奈、光宗薫、村山彩希、茂木忍、森山櫻（森山さくら）[注 3]、渡邊寧寧[注 3]
- SKE48 Team S：加藤琉美、木下有希子、桑原瑞希、高田志織、出口陽、平田璃香子、平松可奈子
- SKE48 Team KII：赤枝里里奈、阿比留李帆、石田安奈、加藤智子、後藤理沙子、佐藤聖羅、佐藤實繪子、松本梨奈、山田澪花
- SKE48 Team E：磯原杏華、上野圭澄、梅本圓、金子栞、小林亞實、酒井萌衣、柴田阿彌、高木由麻奈、竹內舞、都築里佳、原望奈美、山下由加里（山下ゆかり）
- SKE48 研究生：井口栞里、市野成美、犬塚朝奈（犬塚あさな）、岩永亞美、内山命、江籠裕奈、大脇有紗、荻野利沙、鬼頭桃菜、小林絵未梨、斉藤真木子、菅奈奈子（菅なな子）、新土居沙也加、日置實希、藤本美月、二村春香、古畑奈和、水埜帆乃香、宮前杏実、山田瑞穗（山田みずほ）
- NMB48 Team N：門脇佳奈子、岸野里香、木下春奈、小谷里步、近藤里奈、篠原栞那、上西惠、白間美瑠、松田栞、山口夕輝、吉田朱里
- NMB48 Team M：太田里織菜、沖田彩華、川上禮奈、木下百花、島田玲奈、城惠理子、高野祐衣、谷川愛梨、肥川彩愛、藤田留奈、三田麻央、村上文香、村瀬紗英、矢倉楓子、山岸奈津美、與儀凱拉（與儀ケイラ）
- NMB48研究生：赤澤萌乃、東由樹、石田優美、石塚朱莉、井尻晏菜、植田碧麗、鵜野瑞希（鵜野みずき）、梅原真子、太田夢莉、加藤夕夏、上枝恵美加、日下木之實（日下このみ）、久代梨奈、黒川葉月、河野早紀、古賀成美、小林莉加子、小柳有沙、佐藤天彩、杉本香乃、高山梨子、東郷青空、中川紘美、西澤瑠莉奈、林萌萌香、久田莉子、三浦亞莉沙、室加奈子、薮下柊、山內翼（山内つばさ）、山本瞳（山本ひとみ）
- HKT48 Team H：穴井千尋、植木南央、熊澤世莉奈、兒玉遥、古森結衣[注 4]、下野由貴、菅本裕子[注 4]、田中菜津美、谷口愛理[注 4]、中西智代梨、松岡菜摘、村重杏奈、本村碧唯、森保圓、若田部遥
- HKT48研究生：安陪恭加、今田美奈、江藤彩也香[注 4]、仲西彩佳[注 4]、深川舞子

Waiting Girls是由没有进入总选举前64名的AKB48、SKE48、NMB48與HKT48成员共171人所組成。

## 收录曲目
依循AKB48的單曲發行慣例，《格子花紋》這張單曲唱片也是採用一張單曲多個版本的發行方式，共發行了Type-A、Type-B與劇場版三個不同的版本，其中Type-A與Type-B還額外配合單曲唱片首度發行而推出收錄歌曲相同但內容物有些差異的初回限量版。各版本除了主打的A面曲相同外，各自收錄了不盡相同的附屬B面曲，負責演唱的團員編組也各自不同。

### Type-A
共發行了限量版（数量限定生産盤）與通常版（通常盤）兩版本。唱片封面為大島優子個人獨照。
CD
1. 《格子花紋》（ギンガムチェック）
（作詞：秋元康；作曲、編曲：板垣佑介；MV導演：約瑟夫·坎恩[14]）
  - 房屋仲介網站APAMAN商場《APAMAN48廣告活動》（アパマンショップ『アパマン48キャンペー』）廣告曲[注 5]
  - 網路電視頻道光TV（ひかりTV）綜藝節目《AKB48的真格挑戰》（AKB48のガチチャレ）廣告曲[注 6]
2. 《夢之河》（夢の河）
3. 《DoReMiFa音痴》（ドレミファ音痴）- Next Girls演唱曲
  - 網路卡拉OK機品牌JOYSOUND「為什麼AKB48變成女醫師？」篇（なぜAKB48が女医さん?編）廣告曲[18][注 7]
4. 《格子花紋》（off vocal ver.）
5. 《夢之河》（off vocal ver.）
6. 《DoReMiFa音痴》（off vocal ver.）

DVD
1. 《格子花紋》MV
2. 《夢之河》MV
3. 《DoReMiFa音痴》MV
4. AKB48第27张单曲选拔总选举纪录片

特典
- 全国握手会参加券1种（共兩种，只有初回限量版附贈）
- 生写真1种（只有通常版附贈）

### Type-B
共發行了限量版與通常版兩版本。唱片封面為入圍選拔成員的16名成員，其中總選舉名次為單數的成員排在唱片標題上方，名次為雙數者則排在標題下方。
CD
1. 《格子花紋》
2. 《如此波希米亞》（なんてボヘミアン）- Under Girls演唱曲
3. 《Show fight!》- Future Girls演唱曲[19]
  - 日本HP《HP Ultrabook Campaign feat. AKB48》「HP超薄篇」（HPデカ薄ウルトラ編）廣告曲[19][注 8]
4. 《格子花紋》（off vocal ver.）
5. 《如此波希米亞》《off vocal ver.）
6. 《Show fight!》（off vocal ver.）

DVD
1. 《格子花紋》MV
2. 《如此波希米亞》MV
3. 《Show fight!》MV
4. AKB48成員的《自拍讲座、釣魚讲座》（自撮り講座・釣り講座）
自拍講座與釣魚講座是一段由SKE48成員須田亞香里與NMB48成員渡邊美優紀擔任講師，教導台下一眾AKB48的選拔組前輩們該如何利用照相手機自拍或在部落格與握手會上釣魚（釣り，意指吸引歌迷上鉤）的短片。
  - 演出成員：
    - 司儀：伊吉里岡田（イジリー岡田，飾演「校長」角色）
    - 講師：須田亞香里（負責自拍講座），渡邊美優紀（負責釣魚講座）
    - 學員：板野友美、大島優子、柏木由紀、小嶋陽菜、篠田麻里子、峯岸南、橫山由依、梅田彩佳、河西智美、北原里英、指原莉乃、高橋南、宮澤佐江、渡邊麻友
5. AKB48成员的《自拍釣魚照片展》（自撮り釣り写真ギャラリー）

特典
- 全国握手会参加券1種（共兩种，只有初回限量版附贈）
- 生写真1种（只有通常版附贈）

### 劇場盤
CD
1. 《格子花紋》
2. 《梦之河》
3. 《那一天的風鈴》（あの日の風鈴）- Waiting Girls演唱曲[17]
4. 《格子花紋》（off vocal ver.）
5. 《梦河》（off vocal ver.）
6. 《那一天的風鈴》（off vocal ver.）

特典
- 生写真
- 剧场版发售纪念大握手会参加券